# Тулуза (регбийный клуб)
«Стад Тулузен» (фр. Stade toulousain) или просто «Тулуза» (фр. Toulouse) — один из сильнейших регбийных клубов Франции и Европы. Команда, выступающая в Топ 14, является 6 (1996, 2003, 2005, 2010, 2021, 2024) победителем кубка Хейнекен — престижнейшего европейского трофея, и по этому показателю французы превосходят любой другой коллектив Старого Света. Дважды «Тулуза» проигрывала в финале кубка: в 2004 г. сильнее оказались «Лондон Уоспс», а в 2008 г. — ирландцы из «Манстера». На внутренней арене клуб также удерживает рекорд по количеству побед в чемпионате — 23. Игроки «Стад Тулузен» традиционно составляют основу сборной Франции.
Домашние матчи клуб проводит на «Стад Эрнест-Валлон». При этом наиболее значимые встречи проходят на арене «Стадьом де Тулуз». Команда выступает в красном, чёрном и белом цветах.

## История

### Создание
До 1907 г. центрами регби в Тулузе выступали школы и университеты. В 1893 г. учащиеся средней школы Lycée de Toulouse создали коллектив les Sans Soucis. Поступив в университет, те же молодые люди организовали новую команду — l'Olympique Toulousain. Через некоторое время, в 1896 г., клуб был переименован в Stade Olympien des Etudiants de Toulouse (SOET). В то же время появились ещё две команды — le Sport Atléthique Toulousain (SAT, не студенты) и l'Union Sportive de l'Ecole Vétérinaire (USEV, студенты ветеринарной школы). Коллективы объединились в 1905 г. под названием Véto-Sport. Наконец, в 1907 г. произошло слияние Véto-Sport и SOET, в результате которого и был создан «Стад Тулузен».

### XX век
Первый финал «Тулузы» в национальном чемпионате состоялся в 1909 г. Тогда команда уступила «Стад Бордле» (0-17) у себя дома. Розыгрыш 1912 г. стал для клуба победным («Расинг Метро», 8-6), однако следующего титула пришлось ждать до 1922 г. Двадцатые годы XX века стали для «Тулузы» золотыми: коллекцию титулов пополнили пять званий чемпиона Франции (1922, 1923, 1924, 1926, 1927).
Следующие десетилетия оказались менее удачными относительно 1920-х. С 1928 по 1946 г. команда не становилась чемпионом ни разу. В 1934 г. состоялся матч против «Тулона» в рамках Шалёнж Ив дю Мануа, по итогам которого оба клуба были объявлены победителем турнира. И лишь в сезоне 1947 г. южане сумели завоевать главный трофей страны, обыграв «Ажен» (10-3) на «Стад де Пон Жюмо». Затем вновь последовал длительный период без громких побед. Выхода в финал чемпионата болельщикам пришлось ждать 22 года, однако и он не принёс «Тулузе» титул («Бегль», 9-11).
В 1971 г. коллектив снова боролся за приз Шалёнж Ив дю Мануа. Соперником на этот раз выступил «Дакс», который и стал обладателем кубка (8-18). Спустя девять лет «Тулузу» постигло очередное поражение в финальном матче. В игре за титул чемпиона Франции—1980 сильнее оказались регбисты «Безье» (10-6). В 1984 г., вновь в решающей встрече Шалёнж Ив дю Мануа, команда проиграла «Нарбонне» (3-17). Впрочем, в конце восьмидесятых «Тулуза» стала постепенно восстанавливать былую мощь. В 1985 г. клуб впервые с 1947 г. стал сильнейшим в национальном чемпионате, обыграв «Тулон». На следующий год спортсмены сумели защитить титул, отстояв его в игре с «Аженом». Неудачная серия в Шалёнж Ив дю Мануа прервалась в 1988 г., когда «Тулуза» выиграла у «Дакса». Чемпионаты 1987 и 1988 гг. остались за «Тулоном» и «Аженом» соответственно, но уже в 1989 г. «Тулуза» вернула себе звание лучшего французского клуба.

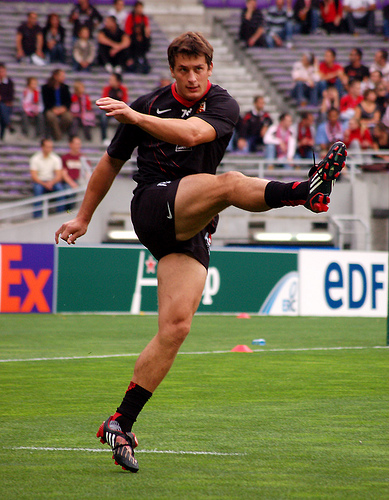
Янник Жозьон в матче с «Батом», 2008 г.

Коллектив продолжал доминировать на внутренней арене во второй половине 1990-х гг. В 1994—97 гг. клуб неизменно становился чемпионом Франции, выиграв четыре титула подряд. Внушительную серию дополнила победа в Шалёнж Ив дю Мануа (1995). Кроме того, французы стали первыми обладателями Европейского кубка регби в сезоне 1995/96.
«Тулуза» стала сильнейшей в Шалёнж Ив дю Мануа и Топ 16 в 1998 и 1999 гг. соответственно.

### XXI век
Команда стала первым чемпионом страны в XXI веке, и через два года, в 2003-м заняла второе место, уступив в финале «Стад Франсе». «Тулуза» продолжила пополнять коллекцию еврокубков: ЕКР—2003 и кубок Хейнекен—2005. Весьма неожиданным получился финал Топ 14 2005/06, где «Тулуза» крупно уступила «Биаррицу» (13-40), проигрывая после первой половины матча всего три очка. После семилетнего перерыва, в 2008 г., клуб вновь взял главный трофей страны. Тогда же коллектив вышел в финал кубка Хейнекен, однако совершить дубль французы не смогли — лучшим в Европе стал «Манстер». Но уже в 2010-м «Тулуза» выиграла этот турнир в четвёртый раз, установив тем самым рекорд. В 2011 и 2012 гг. клуб выигрывал чемпионат страны. Команда входила в четвёрку сильнейших во Франции в течение 19 лет подряд (1994—2012).

## Стадион
«Стад Эрнест-Валлон» был построен в конце 1980-х гг. и в недавнем прошлом модернизирован. Регбийная команда является одним из трёх владельцев-резидентов арены. Сооружение способно вместить 19 500 зрителей, однако далеко не всегда клубу удаётся предоставить места всем своим болельщикам, желающим поддержать спортсменов. Центральные матчи чемпионата и кубка Хейнекен проводятся на «Стадьом де Тулуз», вместимость которого вдвое больше — 38 000. Несколько игр ЧМ-2007 прошли именно на этом стадионе.

## Достижения

### Регби
- Кубок Хейнекен / Кубок европейских чемпионов:
  - Чемпион: 1996, 2003, 2005, 2010, 2021, 2024
  - Финалист: 2004, 2008
- Чемпионат Франции:
  - Чемпион: 1912, 1922, 1923, 1924, 1926, 1927, 1947, 1985, 1986, 1989, 1994, 1995, 1996, 1997, 1999, 2001, 2008, 2011, 2012, 2019, 2021, 2023 2024
  - Вице-чемпион: 1903, 1909, 1921, 1969, 1980, 1991, 2003, 2006
- Куп де л'Эсперанс:
  - Чемпион: 1916
  - Финалист: 1917
- Шалёнж Ив дю Мануа:
  - Чемпион: 1934, 1988, 1993, 1995, 1998
  - Вице-чемпион: 1971 1984
- Кубок Франции:
  - Чемпион: 1946, 1947, 1984
  - Финалист: 1949, 1985
- Клубный чемпионат мира:
  - Чемпион: 1986

### Футбол
- Чемпион Южной Франции (le Midi):
  - 1905, 1906, 1907, 1908, 1909, 1910, 1911, 1912, 1913, 1914

## Еврокубки
«Тулуза» обладает уникальным достижением — команда участвовала во всех розыгрышах кубка Хейнекен, начиная с дебютного сезона 1995/96. Кроме того, как уже упоминалось, клуб является четырёхкратным победителем турнира.
| Сезон   | Турнир         | Игры    | Игры  | Игры   | Игры      | Очки  | Очки      | Очки    | Примечания                                     |
| Сезон   | Турнир         | сыграно | побед | вничью | поражений | очков | пропущено | разница | Примечания                                     |
| ------- | -------------- | ------- | ----- | ------ | --------- | ----- | --------- | ------- | ---------------------------------------------- |
| 2011/12 | Кубок Хейнекен | 7       | 4     | 0      | 3         | 164   | 124       | 40      | четвертьфиналист (поражение от «Эдинбурга»)    |
| 2010/11 | Кубок Хейнекен | 8       | 6     | 0      | 2         | 205   | 137       | 68      | полуфиналист (поражение от «Ленстера»)         |
| 2009/10 | Кубок Хейнекен | 9       | 8     | 0      | 1         | 232   | 143       | 89      | чемпион (победа над «Биаррицем»)               |
| 2008/09 | Кубок Хейнекен | 7       | 4     | 1      | 1         | 127   | 97        | 30      | четвертьфиналист (поражение от «Кардифф Блюз») |
| 2007/08 | Кубок Хейнекен | 9       | 6     | 0      | 3         | 210   | 119       | 91      | финалист (поражение от «Манстера»)             |
| 2006/07 | Кубок Хейнекен | 6       | 3     | 0      | 3         | 147   | 145       | 2       | команда не вышла из группы (№5)                |
| 2005/06 | Кубок Хейнекен | 7       | 5     | 1      | 1         | 223   | 165       | 58      | четвертьфиналист (поражение от «Ленстера»)     |
| 2004/05 | Кубок Хейнекен | 9       | 8     | 0      | 1         | 263   | 144       | 119     | чемпион (победа над «Стад Франсе»)             |
| 2003/04 | Кубок Хейнекен | 9       | 7     | 0      | 2         | 232   | 113       | 119     | финалист (поражение от «Лондон Уоспс»)         |
| 2002/03 | Кубок Хейнекен | 9       | 8     | 0      | 1         | 308   | 163       | 145     | чемпион (победа над «Перпиньяном»)             |
| 2001/02 | Кубок Хейнекен | 6       | 3     | 0      | 3         | 151   | 146       | 5       | команда не вышла из группы (№6)                |
| 2000/01 | Кубок Хейнекен | 6       | 2     | 1      | 3         | 171   | 182       | −11     | команда не вышла из группы (№3)                |
| 1999/00 | Кубок Хейнекен | 8       | 6     | 0      | 2         | 256   | 122       | 134     | полуфиналист (поражение от «Манстера»)         |
| 1998/99 | Кубок Хейнекен | 7       | 4     | 0      | 3         | 247   | 118       | 129     | четвертьфиналист (поражение от «Ольстера»)     |
| 1997/98 | Кубок Хейнекен | 8       | 6     | 1      | 1         | 273   | 153       | 120     | полуфиналист (поражение от «Брива»)            |
| 1996/97 | Кубок Хейнекен | 6       | 4     | 0      | 2         | 194   | 197       | −3      | полуфиналист (поражение от «Лестер Тайгерс»)   |
| 1995/96 | Кубок Хейнекен | 4       | 4     | 0      | 0         | 123   | 40        | 83      | чемпион (победа над «Кардиффом»)               |

## Текущий состав
Заявка на сезон Топ-14 2019/2020. Жирным выделены игроки, заигранные за национальные сборные.

## Известные игроки
- Люк Бёрджес
- Тала Грэй[англ.]
- Томас Ричардс
- Тоби Флуд[англ.]
- Роб Эндрю[англ.]
- Патрисио Альбасете[англ.]
- Альберто Вернет Басуальдо[англ.]
- Николас Вергальо[англ.]
- Омар Хасан[англ.]
- Дамьен Тюссак
- Джаба Брегвадзе[англ.]
- Авксентий Гиоргадзе
- Василий Каковин[англ.]
- Тревор Бреннан
- Леонардо Гиральдини[англ.]
- Андреа Ло Чичеро[англ.]
- Сальваторе Перуджини[англ.]
- Хосеа Гир
- / Иситоло Мака[англ.]
- Байрон Келлехер[англ.]
- Люк Макалистер
- Ли Стенснесс[англ.]
- Нимайя Тиалата
- Кори Флинн
- Самуэль Маркес
- Николае Драгош Дима[англ.]
- Синзес Джонстон[англ.]
- Пол Перез
- Пиула Фа’асалеле[англ.]
- Джонсон Фалефа
- Стюарт Крон
- Эдвин Мака[англ.]
- Финау Мака[англ.]
- Вилимони Деласау
- Рупени Каукаунибука
- Малели Кунаворе
- Семи Кунатани
- Тимози Матанавоу[англ.]
- Акапуси Нгера
- Николя Бези
- Франк Бело
- Франсуа Борд
- Янник Брю[англ.]
- Жан Буилю
- Яссин Бутемен
- Алекс Бьюса
- Тома Вердье
- Пьер Вильпрё[англ.]
- Серж Габерне
- Анри Гало
- Хавьер Гарбахоса
- Антуан Гилямон
- Кристоф Дело
- Янн Делег[англ.]
- Антуан Дюпон
- Тьерри Дюсатуа
- Жан-Марк Дюссен
- Ян Дэвид
- Янник Жозьон[англ.]
- Адольф Жореги
- Жером Казальбу
- Кристиан Калифано
- Якуба Камара
- Филипп Карбоннё
- Ришар Кастель
- Тома Кастаньед
- Венсан Клер
- Бенжамин Колле
- Кристиан Лаби
- Грегори Ламболи
- Марсель-Фредерик Любан-Лёбрер
- Жеральд Мартине
- Мишель Марфан
- Максим Медар
- Фредерик Мишалак
- Уг Мьоран
- Йоанн Мэстри
- Ги Нове
- Эмиль Нтамак
- Янник Ньянга
- Алексис Палисон
- Фабьен Пелу
- Жерар Портолан
- Клод Портолан
- Жан-Батист Пу
- Клеман Пуэтрёнё
- Жан-Пьер Рив
- Уильям Серва
- Габриэль Серр
- Альбер Сиганья
- Жан-Клод Скрела
- Седрик Сулетт
- Кристофер Толофуа
- Неколо Толофуа
- Франк Турнер
- Гаэль Фику
- Жереми Филип
- Флориан Фриц
- Жан-Батист Элиссальд
- Седрик Эман
- Гэри Бота
- Гаффи дю Туа[англ.]
- Чилибой Ралепелле
- Шон Сауэрби
- Гюртро Стенкамп[англ.]
- Дан Хюман

## Известные тренеры
- Том Ричардс
- Робер Барран
- Поль Блан
- Франсуа Борд
- Робер Брю
- Пьер Виллепрё и Жан-Клод Скрела
- Клод Лабатют
- Ги Нове

## Президенты
- Эрнест Валлон:  1907—1912
- Шарль Одри:  1912—1930
- Андре Аон:  1930—1935
- Альбер Жинести:  1935—1938
- Луи Тома:  1938—1942
- Пьер Пон:  1942—1944
- Луи Пьюек: 1944—1951
- Филипп Струксьяно: 1951—1954
- Анри Кязо: 1954—1957
- Эскофр: 1957—1962
- Алекс Сабату: 1962—1964
- Андре Бруа : 1964—1966
- Анри Фуре: 1966—1973
- Анри Кязо: 1974—1980
- Жан Фабр: 1980—1991
- Кристиан Масса: 1988—1992
- Жан-Рене Бускатель: 1992—...

## Болельщики

### Группировки
- Le Huit
- Le Huit Section Aveyron
- Le Rouge et le Noir (в прошлом Les ultras), старейший фан-клуб.
- Le 16e homme
- Le 16e homme Toulousains 2 Paris
- L'amicale des Supporters
- Le Virage Toulousain
- Tolosa XV
- Les Rouge et Noir de Picardie